# Simon Schenk
Pour les articles homonymes, voir Schenk.
Simon Schenk, né le 16 mai 1946 à Langnau im Emmental(canton de Berne) et mort le 1er mai 2020 à Berne, est une personnalité politique suisse membre de l'Union démocratique du centre.

## Biographie
Simon Schenk est élu au Conseil national comme représentant du canton de Berne de 1994 à 2011. 
C'est un ancien entraîneur de l'équipe de Suisse de hockey sur glace.